# Ereteken voor Koningschutter van de Bijzonder Vrijwillige Landstorm
Het Eereteeken voor Koningschutter van de Bijzonder Vrijwillige Landstorm werd in 1930 ingesteld. Deze particuliere onderscheiding werd uitgereikt aan de manschappen van de Landstorm, die aan de eisen voor koningsschutter der Bijzonder Vrijwillige Landstorm voldeden. Dat moest bij schietwedstrijden blijken. Deze medaille is een vaardigheidsmedaille zoals die ook in Koninklijke Landmacht, Koninklijke Marine en Nederlands Indisch Leger werden uitgereikt. Anders dan de vaardigheidsonderscheidingen van het leger en het Nederlands Olympisch Comité mocht dit ereteken niet op militaire uniformen, uitgezonderd die van de paramilitaire Landstorm worden gedragen.
Het ereteken bestaat uit een zilveren lauwerkrans net daarboven een zilveren beugelkroon. Over de lauwerkrans liggen twee gekruiste zilveren geweren zonder bajonet. In het midden van deze ovale krans, over de geweren heen in verguld zilver, staan de letters "BVL". Het geheel is bevestigd op oranjekleurig laken en werd op de linkerborst gespeld.
Het ereteken was 57 bij 45 millimeter groot en werd door de in zilver en onderscheidingen gespecialiseerde Utrechtse Fabriek van Zilverwerken in Zeist gefabriceerd.
Men mocht het ereteken niet op uniformen dragen en er was dan ook geen baton voorzien. Desondanks zijn er van het ereteken ook miniaturen van 16 bij 10 millimeter gedragen. Deze werden vermoedelijk op de revers van een jas gedragen.
De scherpschutters van de Bijzonder Vrijwillige Landstorm ontvingen hetzelfde diploma, maar zij droegen geen ereteken.